# 홍귀달
홍귀달(洪貴達, 1438년 ~ 1504년)은 조선의 문신이다. 본관은 부계(缶溪). 자는 겸선(兼善), 호는 허백당(虛白堂)·함허정(涵虛亭)이다.

## 생애
1460년(세조 7) 별시문과에 을과로 급제하여 도승지, 충청도관찰사, 형조참판, 이조참판, 경주부윤, 대사성, 지중추부사, 대제학, 대사헌, 우참찬, 이조판서, 호조판서, 공조판서 등을 역임하고 1498년(연산군 4년) 의정부 좌참찬(議政府左參贊)이 되었다. 무오사화 때 연산군에게 잘못된 정치를 고치도록 간언해서 좌천되었다.
1500년 지중추부사(知中樞府事)로서 『역대명감(歷代名鑑)』을 찬술하였다. 이어 경기도관찰사로 재직 중 1504년 손녀를 예궐(詣闕)하라는 연산군의 명에 병이 있다는 이유로 거역해 장형(杖刑)을 받고 경원으로 유배되던 중 단천에서 교살되었다.
중종반정 후 신원(伸寃)되었다. 시호는 문광(文匡)이다.

## 가족
- 증조부 : 홍순(洪淳) - 사재감정
  - 조부 : 홍득우(洪得禹)
    - 부 : 홍효손(洪孝孫) - 증 판서

  - 외조부 : 노집(盧緝)
    - 모 : 안강 노씨(安康盧氏)
    - 처부 : 김숙정(金淑貞)
      - 부인 : 상산 김씨(商山金氏)
        - 아들 : 홍언필(洪彦弼)
        - 아들 : 홍언승(洪彦昇)
        - 아들 : 홍언방(洪彦邦)
        - 아들 : 홍언충(洪彦忠)
        - 아들 : 홍언국(洪彦國)

## 저서
- 『허백정문집(虛白亭文集)』

## 문화재
1535년(중종 30년)에 대제학을 지낸 남곤이 글을 짓고, 아들인 홍언국이 글씨를 써서 세운 홍귀달 선생 신도비(洪貴達 先生 神道碑)는 경상북도의 유형문화재 제122호로 지정되었다.